# Ted Schroeder
Frederick Rudolph »Ted« Schroeder, ameriški tenisač, * 20. julij 1921, Newark, New Jersey, ZDA, † 26. maj 2006, La Jolla, Kalifornija, ZDA.
Ted Schroeder je v posamični konkurenci osvojil Nacionalno prvenstvo ZDA leta 1942, ko je v finalu premagal Franka Parkerja, leta 1949 ga je v finalu premagal Pancho Gonzales. Leta 1949 je osvojil še Prvenstvo Anglije, kjer je v finalu premagal Jaroslava Drobnýja. V konkurenci moških dvojic je dvakrat osvojil Nacionalno prvenstvo Z in še dvakrat nastopil v finalu, enkrat je osvojil tudi Prvenstvo Anglije in še enkrat nastopil v finalu. Vse tri zmage je dosegel z Jackom Kramerjem. V letih 1946, 1947, 1948 in 1949 je bil član zmagovite ameriške reprezentance v Davisovem pokalu. Leta 1966 je bil sprejet v Mednarodni teniški hram slavnih.

## Finali Grand Slamov

### Posamično (3)

#### Zmage (2)
| Leto | Turnir                   | Nasprotnik v finalu | Rezultat finala         |
| 1942 | Nacionalno prvenstvo ZDA | Frank Parker        | 8–6, 7–5, 3–6, 4–6, 6–2 |
| 1949 | Prvenstvo Anglije        | Jaroslav Drobný     | 3–6, 6–0, 6–3, 4–6, 6–4 |

#### Porazi (1)
| Leto | Turnir                   | Nasprotnik v finalu | Rezultat finala           |
| 1949 | Nacionalno prvenstvo ZDA | Pancho Gonzales     | 18–16, 6–2, 1–6, 2–6, 4–6 |

### Moške dvojice (6)

#### Zmage (3)
| Leto | Turnir                       | Partner     | Nasprotnika v finalu          | Rezultat finala |
| 1940 | Prvenstvo Anglije            | Jack Kramer | Gardnar Mulloy Henry Prussoff | 6–4, 8–6, 9–7   |
| 1941 | Nacionalno prvenstvo ZDA     | Jack Kramer | Wayne Sabin Gardnar Mulloy    | 9–7, 6–4, 6–2   |
| 1947 | Nacionalno prvenstvo ZDA (2) | Jack Kramer | Bill Talbert Bill Sidwell     | 6–4, 7–5, 6–3   |

#### Porazi (3)
| Leto | Turnir                       | Partner        | Nasprotnika v finalu         | Rezultat finala         |
| 1942 | Nacionalno prvenstvo ZDA     | Sidney Wood    | Gardnar Mulloy Bill Talbert  | 5–7, 7–9, 1–6           |
| 1928 | Nacionalno prvenstvo ZDA (2) | Frank Parker   | Gardnar Mulloy Bill Talbert  | 6–1, 7–9, 3–6, 6–3, 7–9 |
| 1949 | Prvenstvo Anglije            | Gardnar Mulloy | Pancho Gonzales Frank Parker | 4–6, 4–6, 2–6           |